# Batalla de Maracapana
La batalla de Maracapana (1567 o 1568) fue un importante encuentro bélico entre los conquistadores españoles y sus aliados indígenas, y la coalición de tribus caribes liderada por Guaicaipuro y comandada por el cacique Tiuna, terminando como una derrota decisiva del poder caribe en el valle de Caracas que por siete años había mantenido a raya los intentos de colonización de los españoles en la región.

## Antecedentes
Los españoles por varios años habían intentado explorar la zona montañosa del litoral central de Venezuela y fundar asentamientos permanentes en los valles controlados por los indios Caribe. Desde 1555, el mestizo Francisco Fajardo aprovechando su ascendencia aborigen y el dominio de la lengua indígena, fundó en la costa la Villa de El Collado (actual Caraballeda) y en el Valle de Los Caracas el Hato de San Francisco (antecedente más antiguo de la actual Caracas) cerca de la confluencia de los ríos Valle y Guaire, y se enteró de la existencia de oro en las cercanías. La explotación minera se estableció cerca de la actual ciudad de Los Teques, un área bajo control del cacique Guaicaipuro, quien viendo amenazado su territorio forzó a los españoles a dejar el lugar, atacando el Hato de San Francisco. Con el objeto de fortalecer aquella instalación y utilizarla como base estratégica para la futura conquista del territorio, el conquistador Juan Rodríguez Suárez la convierte en Villa de San Francisco, nombra alcalde y regidores, y reparte tierras entre los soldados. Pero son fuertemente hostigados por una alianza indígena conformada por Guaicaipuro. En 1561, ante la presencia del rebelde Lope de Aguirre, los españoles tuvieron que retirarse del lugar, Fajardo partió de El Collado a la isla de Margarita y Rodríguez Suárez partió de San Francisco a Barquisimeto. Los caribes siguieron los pasos de este último, lo cercaron y dieron muerte. Los caribes arrasaron con las poblaciones. El interés de los españoles por la existencia de vetas de oro, y la posibilidad de conectar las colonias del occidente con las del oriente de Venezuela, movía a los españoles hacía esta zona, que prácticamente era la única que aún no controlaban.  En 1562 Terepaima derrota a una fuerza expedicionaria conducida por el capitán Luis de Narváez, matándolo a él y a 150 de los expedicionarios. Debido a los ataques feroces por parte de los indígenas, los españoles se retiraron lejos del área durante varios años.
Los caribes habían salido airosos en casi todos los encuentros con los españoles hasta el momento, pudiendo controlar un área aproximada a la comprendida entre las actuales Maracay y Barlovento, por lo que la moral de sus tribus era muy alta. Los caribes eran una etnia muy belicosa, gran parte de su cultura y rituales giraban alrededor de la guerra, y estaban en conflicto permanente con otros grupos desde antes de la llegada de los españoles, en particular los arawaks, por lo que eran muy hábiles en batalla. Para 1567, la confederación tribal (Caribana) era capaz de movilizar en un momento hasta 17 000 guerreros caribes bajo el liderazgo de Guaicaipuro (lancero de los cerros).
En 1567 el conquistador español Diego de Losada, siguiendo una Real Cédula emitida en 1563, a raíz del despoblamiento de San Francisco, parte con una gran fuerza expedicionaria desde El Tocuyo, logra acceder al valle donde anteriormente estaba la Villa de San Francisco, inicia el poblamiento del lugar, ordena su reedificación y refunda formalmente la ciudad el 25 de julio de 1567 con el nombre de Santiago de León de Caracas, nombre que perdura hasta nuestros días. Losada, habría refundado y reedificado los dos enclaves que los indios habían destruido cuatro o cinco años antes, establecido las principales instituciones, y edificado defensas para la nueva población, debido al permanente acoso de los caribes que prácticamente lo mantenían atrincherado en el lugar.

## La batalla
En 1568, mientras Diego de Losada se hallaba acampando en la recién fundada villa de Santiago de León de Caracas, Guaicaipuro desplegaba gran actividad para convencer a los demás caciques a fin de que, con la mayor cantidad de guerreros, concurriesen a la sabana de Maracapana (sitio de las Maracas), una llanura cerca de la laguna de Catia, con galerías de palmeras y totumales, árboles muy valiosos para las etnias aborígenes de donde sacaban totumas para maracas, en las inmediaciones de lo que hoy es el Parque del Oeste y Plaza Sucre de la ciudad de Caracas. Desde este sitio elevado del valle de los caracas lanzaría un ataque general contra el conquistador y lograr una victoria definitiva, quizá aprovechando el factor sorpresa. Llegado el día, los ejércitos de la gran coalición caribe se reunieron en el área indicada. Eran en total 16 caciques, procedentes de la costa y serranías intermedias. Muchos de los caciques no se presentaron debido al mal tiempo y falta de coordinación. Tiuna reunió 4000 guerreros con los que marchó hasta el campo de batalla donde se encontró con los jefes Guaicamacuto y Aricabuto, poco después se les unieron Naiguatá, Uripatá, Anarigua, Mamacuri, Querequemare, Prepocunate, Baruta, Chacao, Araguaire y Guarauguta con 7000 guerreros; en representación de los mariches llegaron con 3000 hombres al mando de Aricabuto y Aramaipuro.
Mientras Guaicaipuro, conducía una columna de teques y tarmas, cerca de 2000 hombres; ignorante Losada de los aprestos del cacique, había enviado una partida al mando de Pedro Alonso Galeas a tierras de los tarmas, en busca de bastimentos, y durante la ejecución de esta operación los españoles toparon la gente de Guaicaipuro; sin empeñar un combate formal, el jefe español decidió distraer la columna contraria mediante repetidas acometidas; así la mantuvo hasta que entrada la noche, debido al mal tiempo y a la distracción española, los indígenas se retiraron. Entre tanto, las tropas indígenas reunidas en Maracapana, al ver que pasado el mediodía no llegaba Guaicaipuro, que comandaría las acciones como el Guapotori o líder principal de la confederación, empezaron a retirarse y las que aún no habían llegado decidieron no presentarse. Quedaron entre 10 000 y 14 000 guerreros, quienes al mando de Tiuna avanzaron hacia la ciudad, armados solo con lanzas, macanas y flechas.
Losada, ahora con conocimiento de esta ofensiva, marchó hacia la zona con cerca de 18 000 aliados indígenas o yanaconas (término que los españoles tomaron de los Incas usado como sinónimo de siervo), en este caso jiraharas traídos probablemente desde El Tocuyo. Teniendo ahora una ventaja numérica Losada cargó contra los guerreros caribes a quienes puso en retirada después de un sangriento combate, que resultó en un desastre para Guaicaipuro con altísimas perdidas.

## Consecuencias
Con la derrota de la confederación Caribe liderada por Guaicaipuro en Maracapana se dispersan las tribus y los españoles se adueñan definitivamente del valle de los caracas consolidando su dominio en la cordillera de la costa y el litoral central de Venezuela.

## Controversia en torno a la fecha
Algunos indican como fecha de la batalla el 25 de julio de 1567, mientras otros defienden la fecha tradicional de 27 de mayo de 1568, debido a la falta de registros históricos fiables. La controversia está en la misma fecha de fundación de Caracas, una discusión abierta desde 1966 en la ponencia de la “Fundación John Boulton”, basada en el Acta del Cabildo caraqueño del 14 de abril de 1590 y otros documentos, que de imprecisos se pueden catalogar, puesto que no reflejan ni el día ni el año de la fundación, apuntaba establecerla en el año 1566. A pesar del empeño, la documentación empleada para estas modernas afirmaciones no se puede dar como fiable, puesto que los datos reflejados, tanto históricos como municipales, se asentaron muchos años después del acto fundador, y lógicamente sus posibles errores, vaguedades e imprecisiones (unido a que las primeras actas del Cabildo caraqueño que se conservan son de 1573, y que además fueron copiadas durante el siglo XVIII y se perdieron los originales), en nada esclarecen la fecha fundadora del 25 de julio de 1567.
Quienes defienden el 25 de julio de 1567 como fecha de la batalla, sostienen que a Losada le hubiese sido imposible fundar la ciudad ante la fiera resistencia indígena, y los movimientos de tropas tanto de caribes como de conquistadores nunca hubiesen pasado inadvertidos. Losada había sido encomendado por el gobernador de El Tocuyo a refundar y repoblar la Villa de San Francisco que había sido fundada por Francisco Fajardo en 1560. Según esta visión, el acto de fundación de una ciudad que realizaron Diego de Losada y su alférez Juan Gabriel de Ávila en marzo siguiente (1568) fue para dedicar la fundación al santo que "protegió" al invasor en la batalla, Santiago Apóstol, y omitir la anterior fundación hecha por Fajardo (quien tenía ascendencia indígena), y argumentan que la ciudad celebra en julio no su fundación sino la victoria del invasor español.
Otros, más moderados, aducen que las inconsistencias en la historia se deben a la mezcla de diversos relatos (encuentros bélicos en diferentes lugares y fechas, exageración en el número de tropas), y que la acción tan contundente de Guaicaipuro se debió al establecimiento de un campamento militar español de avanzada (siendo eso en realidad la villa de Santiago de León de Caracas para el momento) que se habría establecido cerca de la quebrada Catuche (Catuchecuao, valle del Catuche en Caribe, actual centro de Caracas) en territorio toromaima, sobre las ruinas y cenizas de la villa fundada por Francisco Fajardo y Juan Rodríguez Suárez, señalando que la existencia de poblados anteriores indican que el acto de fundación fue posible en 1567.
La discusión sigue abierta y no hay pruebas contundentes para confirmar alguna de las teorías, razón por la que se toma la fecha tradicional de fundación de Caracas el 25 de julio y de la batalla el 27 de mayo, siendo estas las fechas defendidas por la mayoría de los investigadores.